# جون كوبلي
جون كوبلي (بالإنجليزية: John Copley)‏ هو منتج بريطاني، ولد في 12 يونيو 1933 في برمنغهام في المملكة المتحدة.

## وصلات خارجية
- جون كوبلي على موقع IMDb (الإنجليزية)
- جون كوبلي على موقع ديسكوغز (الإنجليزية)
- جون كوبلي على موقع قاعدة بيانات الفيلم (الإنجليزية)